# Willa „Podwierzbie”
Willa „Podwierzbie” – willa z 1926 roku znajdująca się w podwarszawskim miasteczku Podkowa Leśna, wpisana do polskiej księgi rejestru zabytków.